# Wapen van Oudeschoot

Wapen van Oudeschoot

Het wapen van Oudeschoot is het dorpswapen van het Nederlandse dorp Oudeschoot, in de Friese gemeente Heerenveen. Het wapen werd in 2017 geregistreerd.

## Beschrijving
De blazoenering van het wapen in het Fries luidt als volgt:
dield: I. yn blau in iketûkje mei in ikel yn de top en lofts en rjochts in blêd, ûnder beselskippe fan in leelje, alles fan sulver; II. yn goud in steigerjend swart hynder; yn de skyldfoet in skânsdwinger, fan goud op it blau en fan read op it goud.
De Nederlandse vertaling luidt als volgt: 
gedeeld: I. in blauw een eikentakje met een eikel in de top en links en rechts in blad, onder vergezeld van een lelie, alles van zilver; II. in goud een steigerend zwart paard; in de schildvoet een schansdwinger, van goud op het blauw en van rood op het goud.
De heraldische kleuren zijn: azuur (blauw), zilver (zilver), sabel (zwart), goud (goud) en keel (rood).

## Symboliek
- Blauw veld: overgenomen uit het wapen van Schoterland, de gemeente waar het dorp eertijds deel van uitmaakte. Het dorp vormde namelijk het bestuurscentrum van Schoterland.[1]
- Gouden veld: symbool voor de zandgrond waar het dorp op gelegen is.[1]
- Fleur de lis: eveneens ontleend aan het wapen van Schoterland.[1]
- Tweedeling wapen: staat voor de tweedeling van het dorp door de A32.[1]
- Eikentak: verwijst naar het bosgebied aan de noordoostkant van het dorp.[1]
- Paard: symboliseert de bekende "Skoattermerke", de plaatselijke paardenmarkt op tweede pinksterdag. Verder is het paard ook terug te vinden op de windwijzer van de kerk van Oudeschoot en staat het paard symbool voor het agrarische karakter van het dorp.[1]
- Dwinger: duidt op de schans die ter plaatse aangelegd werd als onderdeel van de Friese waterlinie. Deze schans is deels rood gekleurd om aan te geven dat het gevaar voor Friesland vanuit het zuidoosten kwam.[1]

Het wapen van Schoterland.
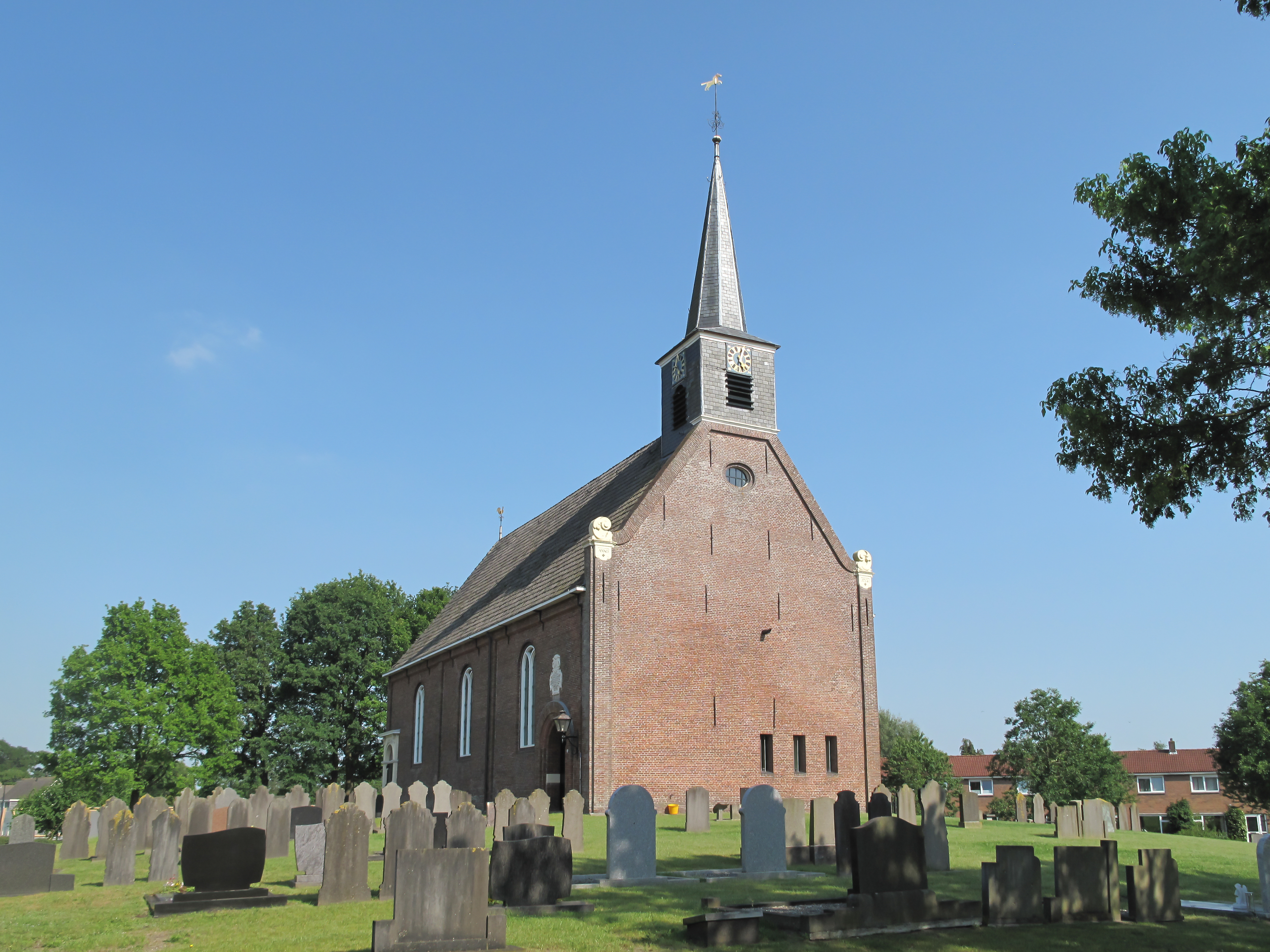
De kerk van Oudeschoot met paard als windwijzer.
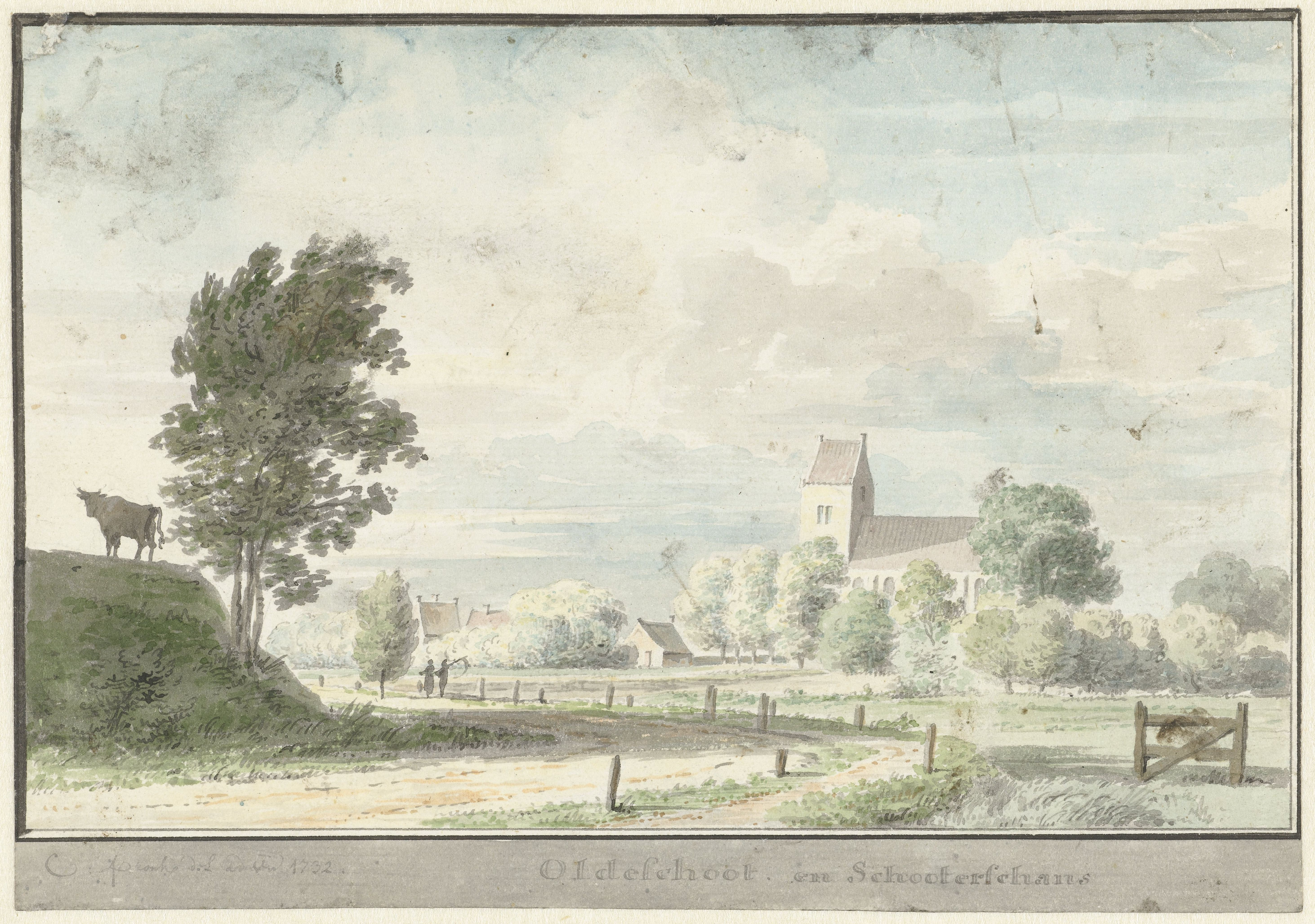
Oudeschoot en de Schoterschans op een tekening van Cornelis Pronk.

## Zie ook

Vlag van Oudeschoot